# Acontia umbrosa
Acontia umbrosa är en fjärilsart som beskrevs av Bang-haas 1927. Acontia umbrosa ingår i släktet Acontia och familjen nattflyn. Inga underarter finns listade i Catalogue of Life.